# ケル・アジェール
ケル・アジェールまたはアズガル (Kel Ajjer、Azgar、Azdjer) は、アルジェリア領サハラ東部とリビアにまたがるに領土を持つトゥアレグの部族連合である。
ケル・アジェールはアルジェリアとリビア西部に位置する。首都は伝統的にガート であるか、または第二にウバリである。言語はベルベル語の変種であるタマシェク語を話す。

## 領土
ケル・アジェールの領土はアルジェリアのイリジ地区から、リビアのウバリ地区にまたがっている。歴史的にこの地域は古代ガラマンテス文明の発祥地であった

## 組織構造
ケル・アジェールは植民地化されるまでは単一のアメヌカル (首長)に統治されてきた.
1886年にはウラゲン (またはオレイゲン)の首長、イン・ゲダゼン・アグ・カララが最後にケル・アジェールの権力を握った. しかし、1916年にリビアとアルジェリアの国境が出現すると、この現実に対応するために、伝統的な首長国は同様に17世紀のウラゲン首長国建国者、モハメド・アグ・ティ・ン・アケルバスの系譜を先祖とする二つに分裂した
イマンハサテンはウラゲンの支配を受け入れず、アジェールの中心であるガートを離れ、フェザーンに定住したため、これは首長国の分裂を招いた。
最終的にトゥアレグのケル・アジェール首長国は四つの集団へと分裂した
- ウバリの集団
- ウラゲンとその氏族からなるガートの集団[1]
- フェザーン地方に居住し、イマンハサテン氏族とその支族によって構成されるタルガ集団[1]
- アルジェリアの集団

このように、ケル・アハガル部族連合はリビアにおいて争う二つのトゥアレグ首長国、イマンハサテンとウラゲンを内包していることが特徴的である

## 他の部族との関係
ケル・アジェールは隊商路を確保するために、特に近隣の集団と同盟を締結してきた。
ガートの北とジェベル・ネフサの南に居住し、アラビア語話者であるイシナウエン族とはサハラ交易の時代から、特に彼らのラクダを借りていたウラゲンと冗談関係 で結ばれていた
ケル・アジェールは伝統的にトゥーブー族と接触し、2003年には友好条約を更新した
ウラゲンからの独立を固めるために、イマンハサテンはジェベル・ネフサのアラブ系部族、ジンタン族など、ウラゲンの宿敵と政治的同盟関係を締結した

## 歴史

### カダフィ政権期
リビアのトゥアレグは1969年に政権を握った後、カダフィ大佐によって設立された革命評議会の体制に反対しなかった
トゥアレグは反対するどころか、部族連合を政治体制の重要な柱としたカダフィの政策を利用し、王政時代に獲得した国家機構内での特権的地位を維持した
その際にカダフィはリビアのトゥアレグにおけるガート支族とタルガ支族間の競争関係を強めさせた
ウラゲンはアラブ系の同盟部族、マガルハやウル・スレイマンと共にカダフィ体制を支持した

## 参考